# Bataille d'Aire-sur-l'Adour
Guerre d'indépendance espagnole
Batailles
- San Millan-Osma (06/1813)
- Vitoria (06/1813)
- Tolosa (06/1813)
- Saint-Sébastien (1er) (07/1813)
- Pyrénées (07/1813)
- Maya (07/1813)
- Roncevaux (07/1813)
- Sorauren (07/1813)
- Beunza (07/1813)
- Saint-Sébastien (2e) (08/1813)
- San Marcial (08/1813)
- Bidassoa (10/1813)
- Pampelune (10/1813)
- Nivelle (11/1813)
- Nive (12/1813)

- Garris (02/1814)
- Orthez (02/1814)
- Bayonne (02/1814)
- Toulouse (04/1814)

La bataille d'Aire-sur-l'Adour est un des derniers combats de la guerre d'indépendance espagnole. Elle a lieu le 2 mars 1814 sur la commune d'Aire-sur-l'Adour, dans le département français des Landes, entre l'armée française napoléonienne menée par le maréchal Jean-de-Dieu Soult et les forces anglaises et portugaises dirigées par le duc de Wellington. L'affrontement se solde par une victoire des alliés anglo-portugais.

## Présentation
En mars 1814, une partie des armées de Napoléon Ier reflue d'Espagne, poursuivie par une coalition anglo-portugaise. La bataille d'Orthez du 27 février 1814 et celle d'Aire couvrent sa retraite. Aire n'a pas d'importance stratégique militaire, mais le maréchal Soult y a fait regrouper des vivres et du fourrage pour ses armées. Le 2 mars 1814, les affrontements ont lieu sur les plateaux de Biton et du Mas au sud-ouest de la ville entre les deux camps. Des positions militaires sont prises sur les plateaux du Portugal et du Castéra, le bilan est de plusieurs centaines de morts et blessés.